# Johan van Heemskerk
Johan van Heemskerk, född 1597, död 1656, var en nederländsk författare.
Heemskerk blev 1645 medlem av högsta rådet i Haag. Han gjorde sig känd som författare till kärleksdikter och till Batavische Arcadia (1637), varmed den italienska herderomanen infördes i den holländska litteraturen. Historiska och folkloristiska förhållanden under gångna tider behandlas här på ett behagligt och lättflytande språk.